# 大量生產

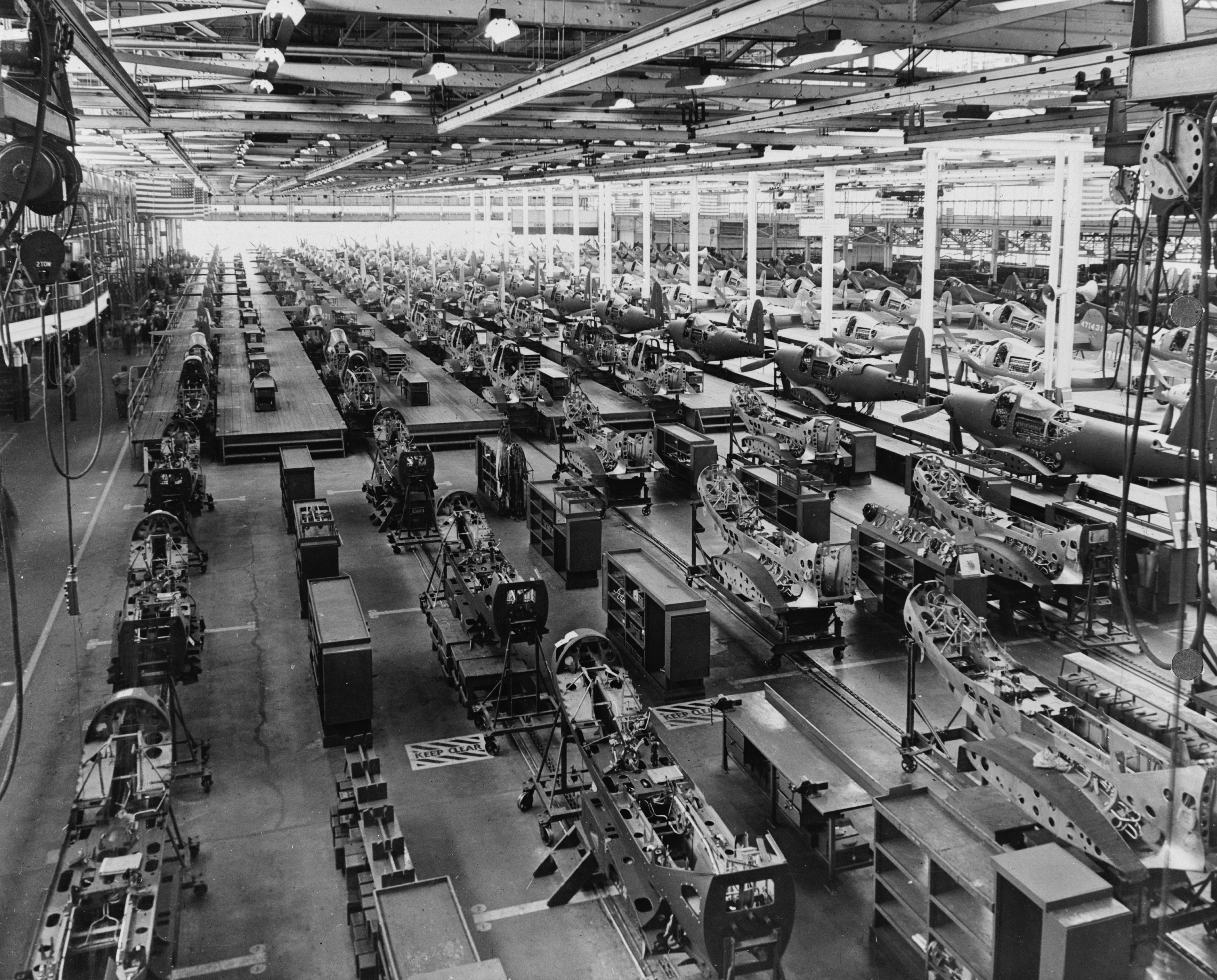
二戰期間美國貝爾飛機公司的戰鬥機量產生產線內景

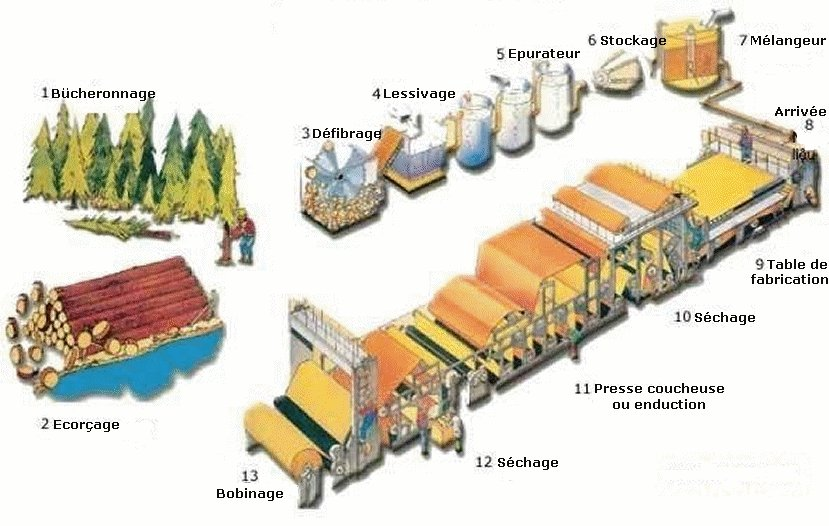
紙業生產流程

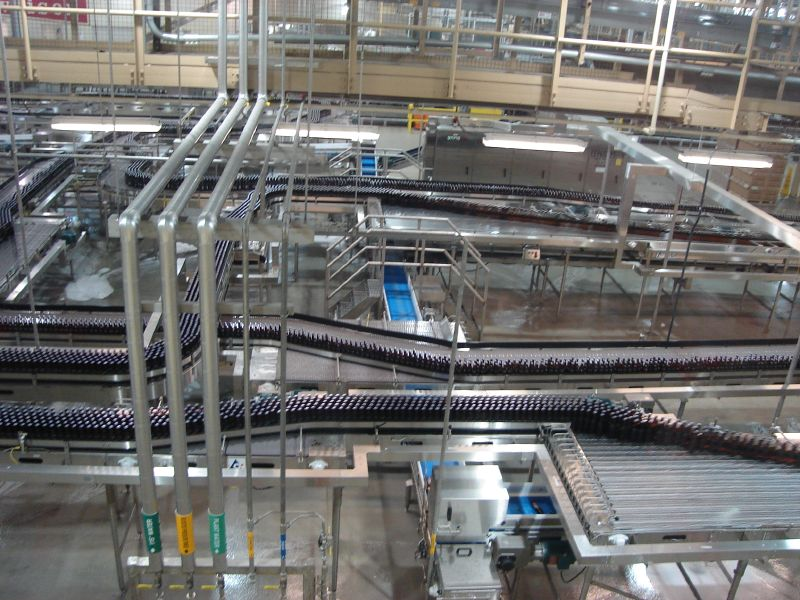
百威啤酒自動產線

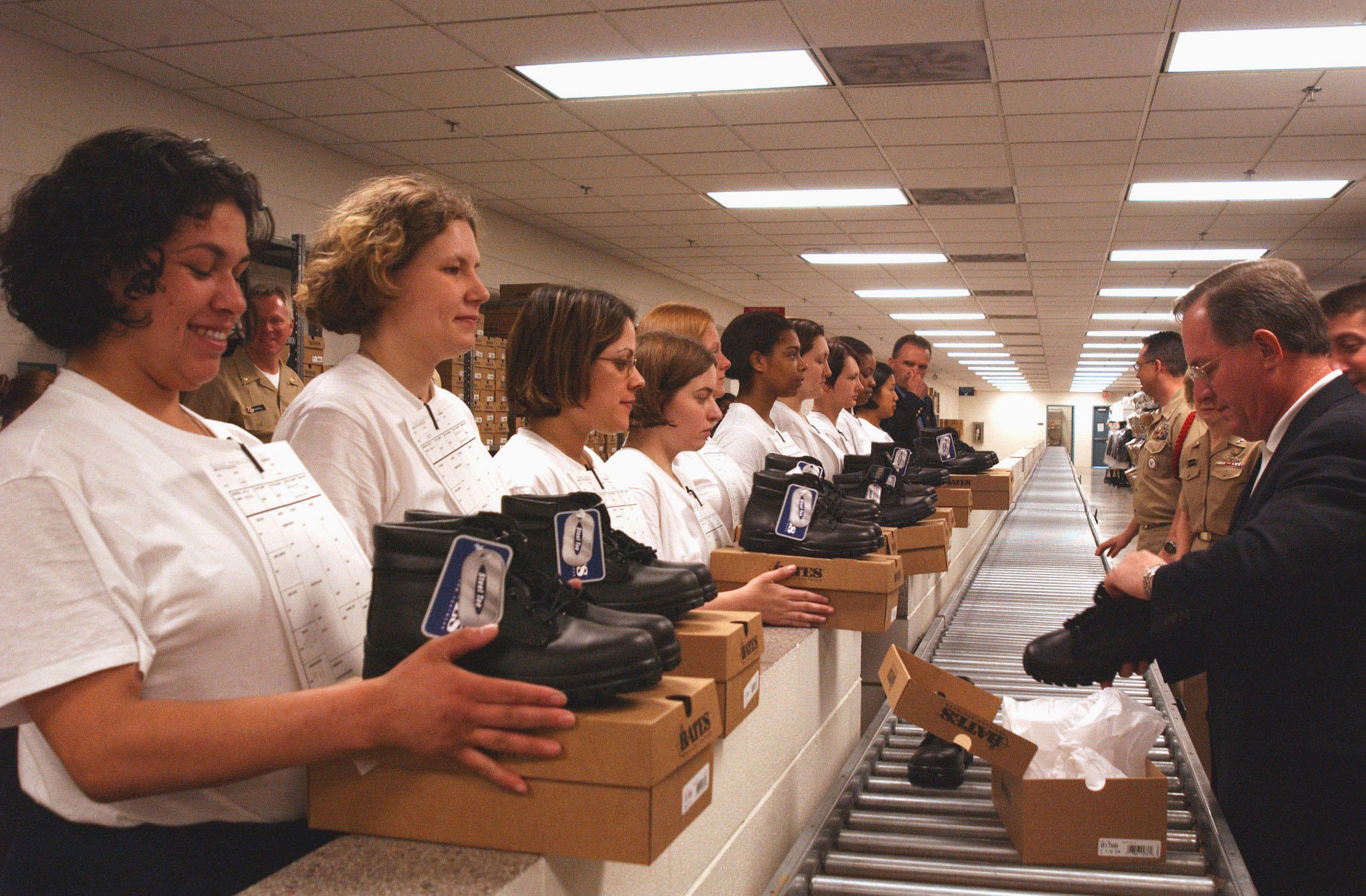
皮鞋生產線

大量生產（英語：mass production）簡稱量產。因為大量生產有降低成本，提高生產效率的好處，量產之概念很早便在人類社會中出現。但量產的實行則受制於規格化的先決條件。在規格化尚未能達成之前，量產的對象僅限於低技術、低精密度之產業，如磚塊等簡單產品。隨著規格化之普及，分工越細，量產所能處理的對象也同時增多。

## 概要
法國槍匠奧諾雷·布蘭在1785年左右開發可互換的零件，他跟湯瑪斯·傑弗遜（Thomas Jefferson）討論他的系統，然後傑弗遜在美國增進布蘭的計畫，變成美國製造系統的基本。19世紀，由於工具機的發展（使金屬成型的机床）、鐵路交通的進步，透過採用標準部件和廣泛的分工，以用低成本生產大量產品。現代概念的量產才開始蓬勃發展。
在傳統手工業師傅與早期工業工匠們中，必須自行去商場搜購材料來製作、組裝零件，自行找尋、安放、使用各種工具、操作機器很多次以便完成手中的產品。組裝一個複雜產品（如時鐘）也許要做這些事數百次。在大量生產的行業中，每個工人只要用同一項工具重複一項或少數幾項程序。各個工作者在各個產品上作一樣或幾乎一樣的工作來協力完成。需要的工具和零件幾乎一直在工作者的手邊，不需花太多時間去拿。另外，雇用一名熟練工匠也是高昂的花費，這樣參差不齊的複雜訓練使得能工作者也不會太多，反觀大量生產線下的工人只要會某一樣製程的技能就行了。
20世紀初期，亨利·福特在發揚了此生產方式。其T型車就是有名的例子。各個工作者被配置往往成一條長線，而大量產品像河川一樣經過各個工作者。此線即為所謂的「裝配線」（又稱生產線、裝篏線；中國大陸稱「生產車間」）。採用了流水線的產品以輸送帶輸送。較重的產品則吊在工作者頭上的吊軌輸送。像這種生產複雜產品的工廠往往有數條輔助生產線，組裝「次組裝模組」（例如汽車座椅、引擎），再送給「主」生產線組裝成完成品（汽車）。普通大量生產工廠的解析圖看起來更像是魚骨圖而不是一條直線。
大量生產十分有名，因為這大大提高個別人員的生產力，因此能生產相當便宜的產品賣給大眾。大量生產的高效率有幾個原因。最主要的原因是大量生產減少了各種無用的程序與浪費，以及巨大利潤給售價的回饋。高效率的另一個原因是採用大量生產的工廠能穩定的買進大量的材料，所以購買材料的成本（運輸、議價、秘書工作等等）可以減少。高效率的最後一個重要原因是垂直整合策略，也就是生產全部或是大部分的零件、次組裝模組。例如福特汽車公司一度發展成這樣：在美國從明尼蘇達州開採鐵礦，從礦石開始加工，最後在底特律完成汽車，賺走從礦石到汽車的所有附加價值程序所產生的利潤。
時至今日，工廠管理者不再選擇生產所有的部分，而是選擇生產投資報酬率較高的部分。基本的策略是將賺得少的部分外包給其他組織。通常，承包的組織比普通工廠能夠負擔更特化的設備，或是能更有效率的執行某一程序，也就是將整個社會甚至世界看成一座工廠。